# Gates of Eden (libro)
Gates of Eden es una colección de cuentos cortos escritos por Ethan Coen, publicada por primera vez en noviembre de 1998. El título proviene de una de las historias del libro que hace referencia al jardín del Edén. El libro contiene tanto historias de ficción tradicionales (en tercera y primera persona) como historias en un formato tipo guion.
Hay una versión abreviada en audiolibro que incluye 11 de las 14 historias leídas por actores famosos, muchos de los cuales trabajaron en películas de los hermanos Coen.
Una de las historias de la novela fue adaptada en un cortometraje, A Fever in the Blood, dirigido por Andrew Pulver lanzado en 2002.

## Cuentos
Mientras algunas de las historias son similares en el formato o temática, varían en duración, no siguen una temática principal y generalmente no están relacionadas entre sí.
- "Destiny"
- "The Old Country"
- "Cosa Minapolidan"
- "Hector Berlioz, Private Investigator"
- "Have You Ever Been to Electric Ladyland"
- "A Morty Story"
- "A Fever in the Blood"
- "The Boys"
- "Johnnie Ga-Botz"
- "I Killed Phil Shapiro"
- "It Is an Ancient Mariner"
- "Gates of Eden"
- "The Old Boys"
- "Red Wing"

## Audiolibro
Historias del audiolibro:
- "It Is an Ancient Mariner", leída por John Goodman
- "Cosa Minapolidan", leída por John Turturro
- "Have You Ever Been to Electric Ladyland", leída por Steve Buscemi
- "Destiny", leída por Matt Dillon
- "The Old Country", leída por Liev Schreiber
- "Gates of Eden", leída por William H. Macy
- "I Killed Phil Shapiro", leída por Ben Stiller
- "A Fever in the Blood", leída por Steve Buscemi
- "A Morty Story", leída por Liev Schreiber
- "The Boys", leída por John Turturro
- "Red Wing", leída por Bain Boehlke